# Athyroglossa similis
Athyroglossa similis är en tvåvingeart som först beskrevs av Cresson 1918.  Athyroglossa similis ingår i släktet Athyroglossa och familjen vattenflugor. Inga underarter finns listade i Catalogue of Life.